# Lotta ai IX Giochi panafricani
I tornei di lotta ai IX Giochi panafricani si sono svolti dal 13 al 15 settembre 2007 ad Algeri, in Algeria.

## Podi

### Uomini

#### Lotta greco-romana
| Evento  | Oro                         | Argento                    | Bronzo                                  |
| -55 kg  | Karim Ibrahim El-Sayed      | Billel Benbrih             | Henry Akinwale Maher Bouthouri          |
| -60 kg  | Mohamed Zoghbi              | Mohamed Moustafa Abu Elela | Franklin Ezem                           |
| -66 kg  | Ashraf Meligy El Garably    | Mohamed Serir              | Victor Oriakha Hamza Louati             |
| -74 kg  | Ahmed Mohamed Abdelsadek    | Zied Ait Ouagram           | Richard Brian Addinall Ifenyi Ikwuaguri |
| -85 kg  | Ahmed Shaker                | Efionayi Joe Agbonevbara   | Ahmed Fartas                            |
| -97 kg  | Karam Mohamed Gaber Ibrahim | Samir Bouguerra            | Paul Ikpom                              |
| -130 kg | Yasser Abdelrahman          | Mohamed Zebar              | Onyebuchi Ndubuisi                      |

#### Lotta libera
| Evento  | Oro                    | Argento               | Bronzo                                      |
| -55 kg  | Adama Diatta           | Joe Oziti             | Mohamed Ben Attia Fayçal Aoune              |
| -60 kg  | Isaac Boaz             | Hassan Ibrahim Madani | Quintino Ntip Victor Solebadiatte           |
| -66 kg  | Heinrich Barnes        | Fred Jessey           | Moustafa Tamaam Vanlier Gaston Bourges      |
| -74 kg  | Richard Brian Addinali | Melvin Bibo           | Augusto Midana Jean Calvin Penka Olba       |
| -85 kg  | Coenraad de Villiers   | Lucky Opiah           | Ahmed Fartas Mahmoud Ahmed Attia El Sayed   |
| -97 kg  | Salah Amara            | Farid Djaout          | John Short Sinivie Boltic                   |
| -130 kg | Wilson Seiwari         | Samir Bouguerra       | Ryan Abrahams Hisham Abdelwahab Abdelmoumen |

### Donne

#### Lotta libera
| Evento | Oro                | Argento            | Bronzo                              |
| -48 kg | Wassila Raouafi    | Sammy Oziti        | Rebecca Muambo Maha Samer           |
| -51 kg | Naziha Hamza       | Maria Musa         | Isabelle Sambou Mpho Maoi           |
| -55 kg | Lovina Odochi      | Hela Riabi         | Mendonca Jaciba Rokhayatou Sonko    |
| -59 kg | Tangi Oyins        | Khady Diatta       | Maroua Amri                         |
| -63 kg | Helen Okus         | Doaa Ahmed Maher   | Melinda Marais                      |
| -67 kg | Soumaya Ben Sassi  | Hayat Farag Youcef | Euphrasie Sambou Becky Ademoh       |
| -72 kg | Amarachi Obiajunwa | Annabel Laure Ali  | Gehane Ibrahim Djehi Natacha Djedje |

## Medagliere
| # | Nazione        | Oro | Argento | Bronzo | Totale |
| - | -------------- | --- | ------- | ------ | ------ |
| 1 | Egitto         | 7   | 4       | 5      | 16     |
| 2 | Nigeria        | 6   | 7       | 8      | 21     |
| 3 | Tunisia        | 3   | 2       | 4      | 9      |
| 4 | Sudafrica      | 3   | 0       | 5      | 8      |
| 5 | Algeria        | 1   | 6       | 3      | 10     |
| 6 | Senegal        | 1   | 1       | 4      | 6      |
| 7 | Camerun        | 0   | 1       | 3      | 4      |
| 8 | Guinea-Bissau  | 0   | 0       | 3      | 3      |
| 9 | Costa d'Avorio | 0   | 0       | 1      | 1      |
|   | Totale         | 21  | 21      | 36     | 78     |